# ریسا جونا
ریسا جونا (انگلیسی: Risa Junna؛ زادهٔ ۱۵ مارس ۱۹۷۱) بازیگر، صداپیشه، و خواننده اهل ژاپن است. وی از سال ۱۹۹۰ میلادی تاکنون مشغول فعالیت بوده‌است.